# Metacyclops longimaxillis
Metacyclops longimaxillis ist eine in der israelischen Ajalon-Höhle endemische Art der Ruderfußkrebse.

## Entdeckung
Im März 2006 wurde in Israel die Ajalon-Höhle entdeckt. Sie ist eine Karsthöhle und befindet sich in einem Kalksteinbruch in der Nähe der Stadt Ramla, etwa 24 Kilometer vom Mittelmeer entfernt, der mit mehr als 100 Metern Tiefe bis an den Grundwasserspiegel heranreicht. Etwa 200 Meter vom Höhleneingang befindet sich in einer Halle ein unterirdisch gespeister Höhlensee, in dem verschiedene Arten von Krebstieren leben. Zu ihnen gehören mit Metacyclops longimaxillis und dem schon länger aus der Mittelmeerregion bekannten Metacyclops subdolus zwei Arten der Gattung Metacyclops.

## Beschreibung
Metacyclops longimaxillis ist ein kleiner farbloser Ruderfußkrebs von etwa 0,74 Millimetern Körperlänge bei den weiblichen Tieren. Männliche Tiere sind mit etwa 0,67 Millimetern deutlich kleiner. Er unterscheidet sich von anderen Vertretern der Gattung Metacyclops unter anderem durch seine besonders langen Maxillen, die bei der Bauch- und Seitenansicht die übrigen Mundwerkzeuge verdecken. Es wird vermutet, dass die Maxillen und die Beborstung der übrigen Mundwerkzeuge beim Filtrieren der Nahrung in diesem Lebensraum eine besondere Rolle spielen. Die besondere Morphologie der Maxillen würde die Errichtung einer eigenen Gattung für Metacyclops longimaxillis bereits rechtfertigen, die Autoren wollen jedoch eine Revision der derzeit 91 Arten umfassenden Gattung Metacyclops abwarten.
Die Endglieder der Außenäste der Schwimmbeine sind nach der Formel 3.4.4.3 bedornt. Die Art ähnelt am meisten dem verwandten Ruderfußkrebs Metacyclops stammeri. Mit diesem hat sie den langen Dorn und die Seta auf dem 2. Glied des Innenasts der 4. Pereiopoden gemeinsam, die sowohl bei den Weibchen als auch bei den Männchen auftreten.

## Lebensweise
Neben den in der Höhle reichlich vorkommenden Bakterien der Gattung Beggiatoa leben im Höhlensee auch Ciliaten und Amoebozoa. Metacyclops longimaxillis kann sich sowohl von Bakterien als auch von den Einzellern ernähren, und die ausgeprägten Mundwerkzeuge könnten beim Fang von Einzellern behilflich sein.
Die beiden im Höhlensee lebenden Arten der Gattung Metacyclops sind in sehr unterschiedlichen Zahlen vertreten. Von Metacyclops subdolus wurden nur wenige erwachsene und junge Tiere gefunden, während Metacyclops longimaxillis in sehr großer Stückzahl in allen Altersstufen vorkommt. Metacyclops longimaxillis scheint besser an die hohe Temperatur und den hohen Salz- und Schwefelgehalt des Höhlensees angepasst zu sein. Metacyclops subdolus wurde auch in Bohrlöchern in unmittelbarer Nähe der Höhle gefunden und es wird angenommen, dass die Art mit zufließendem Grundwasser in die Höhle gelangt, ohne dort einen ausreichend geeigneten Lebensraum vorzufinden.

## Systematik
Die Gattung Metacyclops steht in der Familie Cyclopidae innerhalb der Ordnung Cyclopoida und der Unterklasse der Ruderfußkrebse. Die Gattung umfasst mehr als 60 Arten. Die Gültigkeit der Gattung ist seit 1961 wiederholt in Frage gestellt worden. Sie bedarf einer Revision, und es wird angenommen, dass die Arten auf mehrere Gattungen aufgeteilt werden müssen.
Die von Chanan Dimentman im April und Mai 2006 gesammelten Typusexemplare werden überwiegend in der Sammlung des Instituts für Wirbellose der Hebräischen Universität von Jerusalem aufbewahrt, der weibliche Holotypus hat die Inventarnummer HUJINVCOP139, der männliche Allotyp HUJINVCOP140 und die Paratypen HUJINVCOP141 bis HUJINVCOP155. Hinzu kommen Paratypen unter den Inventarnummern MNHN-Cp2500 bis 2505 in der Sammlung des Muséum national d’histoire naturelle in Paris.
Der Artname longimaxillis, „lange Maxillen“, nimmt auf die langen Maxillen als charakteristische Eigenschaft der Art Bezug.

## Ökologie
Die Ajalon-Höhle befindet sich im Bereich des Yarkon–Taninim-Aquifer. Sie bildete bis zu ihrer Freilegung ein von der Außenwelt abgeschlossenes Ökosystem, in das wegen einer darüber liegenden und dutzende Meter starken Kalksteinschicht weder Wasser noch organisches Material von der Oberfläche eindringen konnte. Die Höhle besteht neben einer Anzahl von Gängen aus einer großen Kammer mit einem See, in dem sich salzhaltiges Grundwasser mit einer hohen Konzentration von Schwefelwasserstoff befindet.
Das Ökosystem der Ajalon-Höhle basiert auf der von großen Mengen schwefeloxidierender Bakterien produzierten Biomasse. An Höhlentieren fand man neben Metacyclops longimaxillis Populationen von weiteren Krebstieren, Pseudoskorpione, Fischchen und Springschwänzen, sowie etwa dreißig leere Hüllen des Skorpions Akrav israchanani. Unter den Gliederfüßern ist Metacyclops longimaxillis die häufigste Art der Höhle und trotz seiner geringen Größe als Primaärkonsument und Beutetier anderer Gliederfüßer von Bedeutung.